# Дианов, Михаил Иванович
Михаил Иванович Дианов — советский хозяйственный, государственный и политический деятель, Герой Социалистического Труда.

## Биография
Родился в 1915 году в селе Устрань. Член КПСС.
С 1934 года — на хозяйственной, общественной и политической работе. В 1934—1981 гг. — колхозник, бригадир полеводческой бригады, в Рабоче-Крестьянской Красной Армии, участник Великой Отечественной войны, председатель колхоза «Борьба», председатель колхоза «Россия» Спасского района Рязанской области
Указом Президиума Верховного Совета СССР от 8 января 1960 года присвоено звание Героя Социалистического Труда с вручением ордена Ленина и золотой медали «Серп и Молот».
Умер в Спасском районе в 2006 году.